# 決定!全国47都道府県超ランキングバトル!!出身県で性格診断!?ニッポン県民性発表SP
決定!全国47都道府県超ランキングバトル!!出身県で性格診断!?ニッポン県民性発表SP（けってい ぜんこくよんじゅうななとどうふけんちょうランキングバトルしゅっしんけんでせいかくしんだんニッポンけんみんせいはっぴょうスペシャル）は、TBS系列全国ネットで放送のバラエティ番組で、改編期や年末年始などを中心に不定期で放送していた特別番組。県民性をテーマに、全国1万人アンケートを基に、あることにおける都道府県ランキングを紹介している。

## 番組の流れ
あるテーマについて、アンケートで質問した内容を説明した後、まず上位5位～2位の順に歴史的由来やアンケートの結果をVTRで紹介する。1位であった都道府県にはレポーターの櫻井翔が実際に訪れ、検証を行う。なお、この検証はほかの県では行われない（対照実験を行わない）。その後スタジオでのトークの後、全都道府県のランキングを紹介する。ランキング以外にも、ふるさとを思い出させる食べ物（同番組では「ソウルフード」という）の紹介なども行っている。

## 出演

### 司会
- 国分太一（TOKIO）
- 小倉弘子（第1～5回）、小林麻耶（第6回）（TBSアナウンサー）

### 県民性調査員
- 櫻井翔（嵐）

### ゲスト
- 全国を北海道・東北、関東、中部・北陸、近畿・中国・四国、九州・沖縄の5つに区分した上で、3人ずつ出演。なお、一般的な地域区分が分かれている山梨県と三重県はそれぞれ、中部・北陸と近畿・中国・四国に含む。

### ナレーター
- 小野坂昌也
- 鳥井美沙

## 過去の放送日
- 第1回 - 2006年1月5日（視聴率16.1%）
- 第2回 - 2006年9月28日（視聴率14.2%）
- 第3回 - 2006年12月27日（視聴率8.8%）
- 第4回 - 2007年4月10日（視聴率14.0%）
- 第5回 - 2007年10月4日（視聴率10.6%）
- 第6回 - 2008年4月7日（視聴率11.0%）

## スタッフ
- 構成：鮫肌文殊、山名宏和、高木英幸
- AD：東功一朗
- ディレクター：近藤佳道、冨樫泰章、古場裕之、大谷裕、時松隆吉
- 取材プロデューサー：實原邦之
- 総合演出：刀根鉄太（第1回）、大松雅和（第2回）、渡辺英樹（第3回・第4回）
- プロデューサー：玄馬康志、富田瑞穂
- チーフプロデューサー：荒井昌也（第1回～第5回）、利根川展（第6回）
- 協力：ジャニーズ事務所
- 取材制作協力：コムクエスト
- 制作協力：（JNN）北海道放送、青森テレビ、IBC岩手放送、東北放送、テレビユー山形、テレビユー福島、テレビ山梨、新潟放送、信越放送、チューリップテレビ、北陸放送、静岡放送、中部日本放送、毎日放送、山陽放送、中国放送、山陰放送、テレビ山口、あいテレビ、テレビ高知、RKB毎日放送、長崎放送、熊本放送、大分放送、宮崎放送、南日本放送、琉球放送
- 制作：TBSテレビ
- 製作著作：TBS

## その他
県民性といってもあくまで統計を元にした傾向であるため、「この番組で紹介したランキングの結果がその都道府県出身・在住の全ての人に該当するわけではありません。」とテロップを出している。